# Eriksberg
Eriksberg est une communauté urbaine de la ville de Stockholm.